# Jadwiga Has
Jadwiga Has (ur. 1 sierpnia 1945 w Białymstoku, zm. 16 grudnia 2017 w Warszawie) – polska poetka i dramatopisarka, także autorka tekstów piosenek, scenarzystka oraz aktorka. Absolwentka Royal Society of Arts w Wielkiej Brytanii.

## Życiorys
Urodziła się 1 sierpnia 1945 w Białymstoku. Zadebiutowała w 1974 jako poetka. Pierwsze jej utwory ukazały się w czasopiśmie „Literatura”. W roku 1975 nawiązała współpracę z radiem i telewizją. Była lektorką, a potem współtwórczynią cyklicznych programów przeznaczonych dla najmłodszych widzów (Entliczek-Słowniczek) oraz dla dorosłych (Od słowa do słowa, Szczęśliwy dzień, Nowy salon gry).
W 1976 po raz pierwszy napisała tekst piosenki. Był to utwór „Sentymentalny świat” z muzyką Seweryna Krajewskiego. Piosenkę tę nagrał Jerzy Połomski. Utwory z jej piosenkami usłyszeć można także w wykonaniu takich artystów, jak: Aura, Olga Bończyk, Iga Cembrzyńska, Czerwone Gitary, Halina Frąckowiak, Edyta Geppert, Krystyna Giżowska, Teresa Haremza, Irena Jarocka, Dariusz Kordek, S. Krajewski, Łucja Prus, Danuta Rinn, Katarzyna Skrzynecka, Andrzej Szajewski czy Maryla Rodowicz.
Była drugą żoną Wojciecha Jerzego Hasa. Zmarła 16 grudnia 2017 w Warszawie. Została pochowana na cmentarzu prawosławnym na Woli w Warszawie.

## Twórczość

### Piosenki
- Domowa czarownica
- Drogi ledwie pół
- Gwiezdny pył
- Ja już tamtej nie pamiętam
- Mój wielki błąd
- Nie śnij mi się
- Niewielkie szczęście
- Nocny dyżur
- Nuty na szczęście
- Sentymentalny świat
- Spotkanie z wiatrem
- Sprzedaję łzy, kupuję sny
- Wiem, co robię

### Libretta musicali
- Ballada o miłości zagrożonej (muz. Juliusz Loranc)
- 2004: Sztuka kochania, czyli Serdeczne porachunki (muz. S. Krajewski)

## Filmografia
- 1959: Wspólny pokój – jedna z fordanserek
- 1961: Złoto – kelnerka w kawiarni Roma
- 1962: Jak być kochaną – jedna ze stewardes
- 1964: Rękopis znaleziony w Saragossie – Donna Inez Moro, córka bankiera
- 1968: Lalka

Źródło: Filmpolski.pl.